# Moți Spakov
Moți Spakov sau Motzi Spakow (22 noiembrie 1906 - 8 February 1981, Australia) a fost un boxer evreu român campion al României la box la categoria mijlocie și grea între anii 1926 - 1940.

## Biografie
Motzi Spakow a fost un evreu din București, care a urmat școala de meserii Ciocanul din Dudești. El a început să se antreneze ca boxer; primul său meci oficial a fost în 1922 și în continuare a participat la meciuri de box în România și în străinătate.  

### Campion național
În 1926 a devenit campionul țării la categoria semimijlocie, în 1927 la mijlocie și în 1928 la categoria grea, ajungând sa fie campion la "toate categoriile" până în 1940. În 1930 dispută în Franța titlul de campion european la categoria mijlocie.

### Antisemitism și discriminare în preajma războiului
Într-un meci din 5 septembrie 1936 și-a apărat titlul cu succes dar a trebuit salvat din mijlocul mulțimii ostile care striga "Vrem sânge de evreu!". Aceasta l-a determinat pe Spakow să se adreseze Federației române de box. În scrisoare sa a scris: 
"Am decis să renuț la titlu și să mă retrag din ring din motive pur sentimentale, ceva neobișnuit pentru un luptător. Eu, care am luptat cu toată inima pentru boxul românesc în Franța, Polonia și alte țări, nu mai sunt considerat un român adevărat în propria mea țară. Nu mă mai pot lupta împotriva acestui lucru. Astfel, cu tot regretul, renunț la titlu și îi urez succesorului meu să apere steagul românesc cu același entuziasm cu care am facut-o eu în ultimii nouă ani".
O lună mai târziu, Spakov a trimis o scrisoare și Șef Rabinului României, Iacob Ițhak Niemirower prin care a cerut acestuia un ajutor material și moral pentru a pleca în Țara Sfântă, unde dorește să înființeze o sală de box și educație fizică și unde "munca și râvna pe care o voi depune, vor avea un rezultat mai bun decât în România". Rabinul Niemirower fusese în acea perioadă, el însuși, ținta unei încercări de asasinare, fiind rănit ușor în urma unui atac al unui legionar cu gloanțe la 11 ianuarie 1936.
Spakow a rămas, totuși, campion nedisputat al României până în 1940, când regimul legionar i-a interzis participarea la campionate din cauza originii evreiești.

### În Israel și Australia
Abia în 1947 a plecat spre Palestina însă nu a reușit acolo să-și pună în valoare calitățile sportive. 
Mai târziu a emigrat în Australia unde a decedat în 1980 la 73 de ani.

### Fratele
Fratele său, Marcu Spakow a participat numai două meciuri profesioniste de box. A fost antrenor de box la clubul Steaua.

## Rezultatele înregistrate în cariera profesionistă în box
Dintr-un total de 179 de meciuri de-a lungul a 15 ani (1925-1940), Spakow a înregistrat 116 Victorii, 27 Înfrângeri, 35 Egalități.

## Spakow în media artistică
- Spakow este menționat, sub numele schimbat Spandau, în cartea lui George Călinescu - „Cartea nunții". Călinescu a scris, înainte de aceasta, o cronică sportivă, in care a descris performanta boxerului Spakow.